# Josh Santacaterina
Josh Santacaterina (Australia, 21 de mayo de 1980) es un nadador australiano especializado en pruebas de larga distancia en aguas abiertas, donde consiguió ser medallista de bronce mundial en 2004 en los 5 kilómetros en aguas abiertas.

## Carrera deportiva
En el Campeonato Mundial de Natación en Aguas Abiertas de 2004 celebrado en Dubái (Emiratos Árabes Unidos), ganó la medalla de bronce en los 5 kilómetros en aguas abiertas, con un tiempo de 56:55 segundos, tras su compatriota Grant Cleland (oro con 56:52 segundos) y el alemán Christian Hein (plata con 56:54 segundos).